# Elunsuoke
Elunsuoke (kinesiska: 额伦索克, 额伦索克苏木) är en socken i Kina. Den ligger i den autonoma regionen Inre Mongoliet, i den norra delen av landet, omkring 1 000 kilometer öster om regionhuvudstaden Hohhot.
Genomsnittlig årsnederbörd är 740 millimeter. Den regnigaste månaden är augusti, med i genomsnitt 154 mm nederbörd, och den torraste är januari, med 7 mm nederbörd.